# Nanoose Bay
Nanoose Bay est une communauté de la Colombie-Britannique d'environ 5 000 personnes. Située entre Nanaimo et Parksville dans le détroit de Géorgie sur la côte est de l'île de Vancouver, elle fait partie du District régional de Nanaimo. Nanoose est nommée d'après le nom d'une bande amérindienne de Nanaimo. Sa marina avec ses 400 places est une destination pour les plaisanciers.
La Canadian Forces Maritime Experimental Test Range (CFMETR), un projet canado-américain pour tester les torpilles et autres équipements de guerre et d'apprentissage, est en opération près de Nanoose Bay depuis 1965. Il y a eu un camp de protestation contre la CFMETR installé le long de l'autoroute durant les années 1970 et 1980.
Le village fantôme de Red Gap, qui était le site d'une scierie de 1912 à 1942, est tout près. 
|  |